# روبرت وينسور
روبرت وينسور (بالإنجليزية: Robert Winsor)‏ هو خبير مالي أمريكي، ولد في 28 مايو 1858 في سالم في الولايات المتحدة، وتوفي في 7 يناير 1930.